# Saison 2 d'Unreal
Chronologie
Saison 1 Saison 3
Cet article présente le guide des épisodes de la deuxième saison de la série télévisée américaine Unreal.

## Généralités
- La saison a été diffusée du 6 juin 2016 au 8 août 2016 sur Lifetime.
- Au Canada, elle a été diffusée en simultanée sur Lifetime Canada.
- L'actrice Shiri Appleby endosse la casquette de réalisatrice pour la première fois dans la série[1].

## Distribution

### Acteurs principaux
- Shiri Appleby (VF : Marie Chevalot) : Rachel Goldberg
- Constance Zimmer (VF : Sophie Riffont) : Quinn King
- Craig Bierko (VF : Constantin Pappas) : Chet Wilton
- Josh Kelly (VF : Thomas Roditi) : Jeremy Carver
- Jeffrey Bowyer-Chapman (VF : Jean-Michel Vaubien) : Jay
- B. J. Britt : Darius Beck
- Michael Rady : Coleman
- Gentry White : Romeo
- Monica Barbaro : Yael
- Denée Benton : Ruby
- Meagan Tandy : Chantal
- Kim Matula : Tiffany

### Acteurs récurrents
- Brennan Elliott (VF : Marc Saez) : Graham
- Amy Hill (VF : Sylvie Genty) : Dr Wagerstein
- Genevieve Buechner (en) (VF : Jade Jonot) : Madison
- Martin Cummins (VF : Serge Faliu) : Brad
- Mimi Kuzyk (VF : Josiane Pinson) : Dr Olive Goldberg
- Freddie Stroma (VF : Axel Kiener) : Adam Cromwell
- Ioan Gruffudd : John Booth[2]
- Christopher Cousins : Gary, président de la chaîne qui diffuse Everlasting[3]
- Bruce Davison : Randy[3]
- Lindsay Musil : Beth Ann[3]
- Monique Ganderton (en) : Brandi [4]
- Jessica Sipos : Hayley[4]
- Elizabeth Whitmere : Dominique[4]
- Sunita Prasad : London[4]
- Karissa Tynes : Jameson[4]

## Liste des épisodes

### Épisode 1:La guerre
- États-Unis /  Canada : 6 juin 2016 sur Lifetime[5] / Lifetime Canada[6]
- Québec : 16 janvier 2017 sur ICI ARTV

- États-Unis : 497 000 téléspectateurs[7] (première diffusion)

### Épisode 2:Rébellion
- États-Unis /  Canada : 13 juin 2016 sur Lifetime / Lifetime Canada
- Québec : 23 janvier 2017 sur ICI ARTV

- États-Unis : 520 000 téléspectateurs[8] (première diffusion)

### Épisode 3:Guérilla
- États-Unis /  Canada : 20 juin 2016 sur Lifetime / Lifetime Canada
- Québec : 30 janvier 2017 sur ICI ARTV

- États-Unis : 478 000 téléspectateurs[9] (première diffusion)

### Épisode 4:Trahison
- États-Unis /  Canada : 27 juin 2016 sur Lifetime / Lifetime Canada
- Québec : 6 février 2017 sur ICI ARTV

- États-Unis : 534 000 téléspectateurs[10] (première diffusion)

### Épisode 5:Infiltration
- États-Unis /  Canada : 4 juillet 2016 sur Lifetime / Lifetime Canada
- Québec : 13 février 2017 sur ICI ARTV

- États-Unis : 549 000 téléspectateurs[11] (première diffusion)

### Épisode 6:Victime
- États-Unis /  Canada : 11 juillet 2016 sur Lifetime / Lifetime Canada
- Québec : 20 février 2017 sur ICI ARTV

- États-Unis : 568 000 téléspectateurs[12] (première diffusion)

### Épisode 7:Embuscade
- États-Unis /  Canada : 18 juillet 2016 sur Lifetime / Lifetime Canada
- Québec : 27 février 2017 sur ICI ARTV

- États-Unis : 524 000 téléspectateurs[13] (première diffusion)

### Épisode 8:Fugitif
- États-Unis /  Canada : 25 juillet 2016 sur Lifetime / Lifetime Canada
- Québec : 6 mars 2017 sur ICI ARTV

- États-Unis : 485 000 téléspectateurs[14] (première diffusion)

### Épisode 9:Espionnage
- États-Unis /  Canada : 1er août 2016 sur Lifetime / Lifetime Canada
- Québec : 13 mars 2017 sur ICI ARTV

- États-Unis : 411 000 téléspectateurs[15] (première diffusion)

### Épisode 10:Tir amical
- États-Unis /  Canada : 8 août 2016 sur Lifetime / Lifetime Canada
- Québec : 20 mars 2017 sur ICI ARTV

- États-Unis : 481 000 téléspectateurs[16] (première diffusion)